# Университет Черногории
Университет Черногории (черног. Univerzitet Crne Gore, серб. Универзитет Црне Горе, UCG) — единственный государственный университет Черногории. Главный кампус и старейшие факультеты университета расположены в Подгорице.

## История
Университет был основан 29 апреля 1974 года. На тот момент были организованы:
- три факультета: экономический, градостроительный и юридический (все в Титограде);
- два колледжа: педагогический (Никшич) и мореходный (Котор);
- три научно-исследовательских института, ассоциированных с университетом: истории, агрономии и биологии, медицинских исследований (все в Титограде).

Через год после основания университету было присвоено имя Велько Влаховича, но в 1992 году возвращено прежнее название — Университет Черногории.

## Структура
Университет организован так же, как большинство европейских университетов.
Управляющий Совет под председательством ректора руководит университетом. Высший академический орган — университетский Сенат.
Факультеты возглавляют деканы, институты — директора. На факультетах и в институтах главными академическими органами являются советы по научно-преподавательским вопросам.
Высший студенческий орган — студенческий Парламент. Представители студентов выбираются во все органы университета и факультетов.
На данный момент работают следующие факультеты (большинство располагаются в Подгорице):
- Факультет экономики
- Факультет юриспруденции
- Факультет электротехники
- Факультет градостроения
- Факультет металлургии и технологии
- Факультет механики и техники
- Факультет естественных наук и математики
- Факультет медицины
- Факультет политологии
- Факультет архитектуры
- Факультет философии расположен в Никшиче. Свою историю возводит к 1947 году, когда был основан педагогический колледж (Viša pedagoška škola) в Цетине. В 1963 году колледж был переведён в Никшич и переименован в Педагогическую академию (Pedagoška akademija). 29 апреля 1974 года стал частью университета. С 1977 и по 1988 год школа называлась учительским факультетом (Nastavnički fakultet). С 1988 года факультет известен под текущем именем[1].
- Факультет изящных искусств (Цетине)
- Факультет драматургии (Цетине)
- Музыкальная академия (Цетине)
- Морской факультет (Котор)
- Факультет туризма и отельного менеджмента (Котор)
- Факультет прикладной физиотерапии (Херцег-Нови)

Также в состав университета входят следующие научно-исследовательские институты:
- Институт иностранных языков
- Институт биотехнологий
- Институт истории
- Институт биологии моря (Котор)

Кроме того, в университет входят:
- Университетская библиотека
- Центр информационных технологий
- Центр прав человека
- Центр международного обучения
- Центр качества

## Известные выпускники и преподаватели
- Джуканович, Мило — премьер-министр Черногории в 2006, 2008—2010 и с 2012 года.
- Штуранович, Желько — премьер-министр Черногории в 2006—2008 годах.
- Лукшич, Игор — премьер-министр Черногории в 2010—2012 годах.
- Марович, Светозар — президент Государственного Союза Сербии и Черногории в 2003—2006 годах.
- Бранко Павичевич — историк, академик, президент Черногорской академии наук и искусств